# Hemipenthes edwardsii
Hemipenthes edwardsii är en tvåvingeart som först beskrevs av Daniel William Coquillett 1894.  Hemipenthes edwardsii ingår i släktet Hemipenthes och familjen svävflugor. Inga underarter finns listade i Catalogue of Life.